# Vrouwenbos
Vrouwenbos är en skog i Belgien.   Den ligger i provinsen Limburg och regionen Flandern, i den östra delen av landet, 110 km öster om huvudstaden Bryssel.
Omgivningarna runt Vrouwenbos är en mosaik av jordbruksmark och naturlig växtlighet. Runt Vrouwenbos är det ganska tätbefolkat, med 239 invånare per kvadratkilometer.